# Waunana
Waunana är ett släkte av spindlar. Waunana ingår i familjen dallerspindlar.
Kladogram enligt Catalogue of Life:
| Waunana | \| \| Waunana anchicaya \| \| \| \| \| \| Waunana eberhardi \| \| \| \| \| \| Waunana modesta \| \| \| \| \| \| Waunana tulcan \| \| \| \| |
|         | \| \| Waunana anchicaya \| \| \| \| \| \| Waunana eberhardi \| \| \| \| \| \| Waunana modesta \| \| \| \| \| \| Waunana tulcan \| \| \| \| |
|         | Waunana anchicaya |
|         | |
|         | Waunana eberhardi |
|         | |
|         | Waunana modesta |
|         | |
|         | Waunana tulcan |
|         | |